# Donja Batina (miasto Zlatar)
Donja Batina – wieś w Chorwacji, w żupanii krapińsko-zagorskiej, w mieście Zlatar. W 2011 roku liczyła 374 mieszkańców.